# IC 3561
IC 3561 ist eine linsenförmige Galaxie vom Hubble-Typ So-a? im Sternbild Coma Berenices am Nordsternhimmel, die schätzungsweise 350 Millionen Lichtjahre von der Milchstraße entfernt ist.
Das Objekt wurde am 23. März 1903 von Max Wolf entdeckt.